# Соловей, Юрий Анисимович
Юрий Анисимович Соловей (род. 23 мая 1949, Кировоград) — советский, российский и европейский художник, художник-постановщик и актёр. Член Европейской академии естественных наук. Член Международного художественного фонда.

## Биография
Юрий Соловей родился 23 мая 1949 года в Кировограде. С ранних лет увлекался живописью и театром. После поступления в Ярославское театральное училище на курс Фирса Ефимовича Шишигина продолжал занятия живописью.
По окончании училища в 1969 году молодого актёра и художника-постановщика приняли на работу в театры Одессы и Новгорода. С 1974 года член Союза театральных деятелей России. В 1975 году перешёл в труппу театра имени Ленсовета в Ленинграде. Через несколько лет Юрий Соловей женился на Алисе Фрейндлих (развелись в 1990 году).
С 1985 года работал в качестве художника-постановщика в ленинградских театрах и творческих объединениях, таких как: «Факел» (1985—1987), концертная студия театральных артистов (1987—1989), театр «Русская антреприза им. Андрея Миронова» (1989—1996). В 1989 году Юрий открыл своё художественное ателье на Пушкинской, 10, где вскоре знакомился с представителями ленинградского художественно-музыкального андерграунда.
С 1992 года проводит выставки своих работ в Израиле, США, Германии, Франции.
С 1999 года живет и работает в Гамбурге, Германия.
Награждён медалью Леонардо да Винчи Европейской академии естественных наук.

## Персональные выставки
- 1992 — Галерея «Schloss Reinfeld» г. Санкт Гоар , Германия. Галерея «Galerie in Montabauer» г. Монтабауэр, Германия.
- 1993 — Галерея «Маяковский» г. Берлин, Германия.
- 1994 — Галерея «Sinagoge in Polch» г. Польх, Германия.
- 1995 — Галерея «Aleksander Art» г. Страсбург, Франция. Галерея «Ambiente und Kunst» г. Валлендар, Германия.
- 1994 — Галерея «Rischon» Тель-Авив, Израиль. Галерея «Intre´s Art» г. Бремен, Германия.
- 1994 — Галерея «Essig» г. Бонн, Германия. Галерея «Intre´s Art» г. Бремен, Германия. Галерея «Presse Club» г. Бремен, Германия
- 1994 — Галерея «Sankt Petersburg» г. Гамбург, Германия. Галерея «Grant», SoHo, г. Нью-Йорк, США.
- 1999 — Галерея «Alte Molkerei» г. Ворпсведе, Германия. Галерея «New Hope», г. Нью Хоуп, США
- 2000 — Галерея «Grant», SoHo, г. Нью-Йорк, США.
- 2001 — Галерея «Alte Molkerei» г. Ворпсведе, Германия. «Art Atelier» Schnoor 12, г. Бремен, Германия.
- 2002 — Галерея «Imageni» г. Гамбург, Германия.
- 2003 — Выставка в «Crusoe Halle» г. Бремен, Германия. Совместная выставка в «Handelskammer» г. Гамбург, Германия.
- 2004 — Галерея «Berliner Platz» г. Вильгельмсхафен, Германия.
- 2005 — Галерея «Berliner Platz» г. Вильгельмсхафен, Германия.
- 2005 — Галерея «Art Atelier Yuri Solovei» г. Гамбург, Германия.
- 2007 — Международный художественный фонд, Москва.
- 2008 — Ярмарка искусств, Малый манеж, Москва.
- 2009 — Галерея «Hanse Art», г. Бремен, Германия.

Много картин находятся сегодня в частных коллекциях во Франции, Бельгии, Швеции, Германии, Финляндии, России, Израиле и США.